# Icoana Maicii Domnului „Portărița”
Icoana Maicii Domnului „Portărița” (în greacă Παναγία Πορταΐτισσα, transliterat: Panagía Portaḯtissa, în georgiană ივერიის ღვთისმშობლის ხატი, transliterat: Iveriis Ghvtismshoblis Khat’i) este o icoană ortodoxă a Fecioarei Maria cu Pruncul, venerată ca „făcătoare de minuni”, care aparține tipului iconografic Odighitria (în greacă Όδηγήτρια, „Îndrumătoarea”). Originalul se află la Mănăstirea Iviru de pe Muntele Athos (Grecia). Începând din momentul apariției sale miraculoase, icoana nu a părăsit niciodată Sfântul Munte Athos.
Cercetătorii moderni datează icoana ivirită după cum urmează: profesorul Panayotis Vokotopoulos (în greacă Παναγιώτης Βοκοτόπουλος) de la Universitatea din Atena - prima jumătate a secolului al XI-lea, profesorul de istorie a artei Thomas Steppan de la Universitatea din Innsbruck - începutul secolului al XII-lea și istoricul de artă rus Nikodim Kondakov, profesor la Universitatea din Sankt Petersburg și membru al Academiei Ruse de Științe - secolul al XII-lea.

## Legendele cu privire la descoperirea icoanei
Legendele grecești care s-au păstrat cu privire la descoperirea icoanei datează începând din secolul al XVI-lea, în timp ce legendele slave au fost consemnate în scris nu mai devreme de secolul al XV-lea.
Potrivit uneia dintre legende, în secolul al IX-lea, în timpul domniei împăratului bizantin Teofil Iconoclastul (829-842), icoana a fost așezată pe apele mării de o femeie care locuia în apropierea orașului Niceea, cu scopul de a o salva de soldații iconoclaști care intenționau să o distrugă. Două secole mai târziu, călugării mănăstirii georgiene Iviru de pe Muntele Athos au văzut o icoană care plutea vertical pe apele mării, susținută de un stâlp de foc. Călugării au încercat să se apropie cu barca, dar pe măsură ce vâsleau în acea direcție, icoana se îndepărta de ei. Evlaviosul călugăr Gavril Ivirul, căruia Maica Domnului i s-a arătat în vis, a mers pe jos pe apă și a adus icoana în biserica principală a mănăstirii, dar călugării au descoperit-o în dimineața următoare pe zidul mănăstirii, deasupra porții. Tradiția menționează că icoana a fost dusă de mai multe ori în biserică și a fost regăsită de fiecare dată deasupra porții, ceea ce i-a determinat pe călugări să o lase acolo și să o numească Portărița sau, după numele Mănăstirii Iviru, Ivirița. Icoana s-a aflat inițial afară, într-o nișă de deasupra intrării, dar mai târziu a fost așezată într-o capelă situată la poarta mănăstirii, unde se află și în prezent.
În secolul al XVI-lea, icoana a fost ferecată într-un cadru de argint urmărit realizat de meșterii georgieni. Ferecătura lasă deschise doar fețele Maicii Domnului și Pruncului Iisus.

## Proorocie
Potrivit legendei, prezentată postum de călugărul Nil Izvorâtorul de Mir în secolul al XIX-lea, călugării de pe Muntele Athos vor trece printr-o perioadă de chinuri înainte de sfârșitul lumii. Și atunci icoana va părăsi Sfântul Munte în același mod miraculos cum a apărut. Acesta va fi unul dintre semnele prevestitoare ale iminentei veniri a doua a Mântuitorului și un îndemn adresat călugărilor pentru părăsirea Muntelui Athos.

## Zile de sărbătoare
- marțea din Săptămâna Luminată (sărbătoare cu dată variabilă) - descoperirea icoanei în mare lângă Muntele Athos;
- 13 octombrie (26 octombrie) - întâmpinarea solemnă în 1648 la Moscova a unei copii a icoanei ivirite trimise țarului Alexei Mihailovici de la Muntele Athos;
- 12 februarie (25 februarie) - transportarea copiei icoanei ivirite la Mănăstirea Valdai Iverski în 1656;
- 23 aprilie (6 mai) - a doua transportare a celei mai vechi copii moscovite a icoanei ivirite în 2012, când a fost predată de Muzeul de Istorie al Bisericii Ortodoxe Ruse (acum ea se află în Mănăstirea Novodevici);[11]
- în unele calendare, este trecută suplimentar ziua de 31 martie (13 aprilie), care se datorează probabil variabilității zilei de marți din Săptămâna Luminată: potrivit legendei, prima apariție în mare a icoanei pentru călugării mănăstirii athonite a luat loc într-o zi de marți din Săptămâna Luminată, care a căzut în acel an pe 31 martie sau, după alte date, pe 27 aprilie.[6]

## Capela Iverskaia de la Moscova

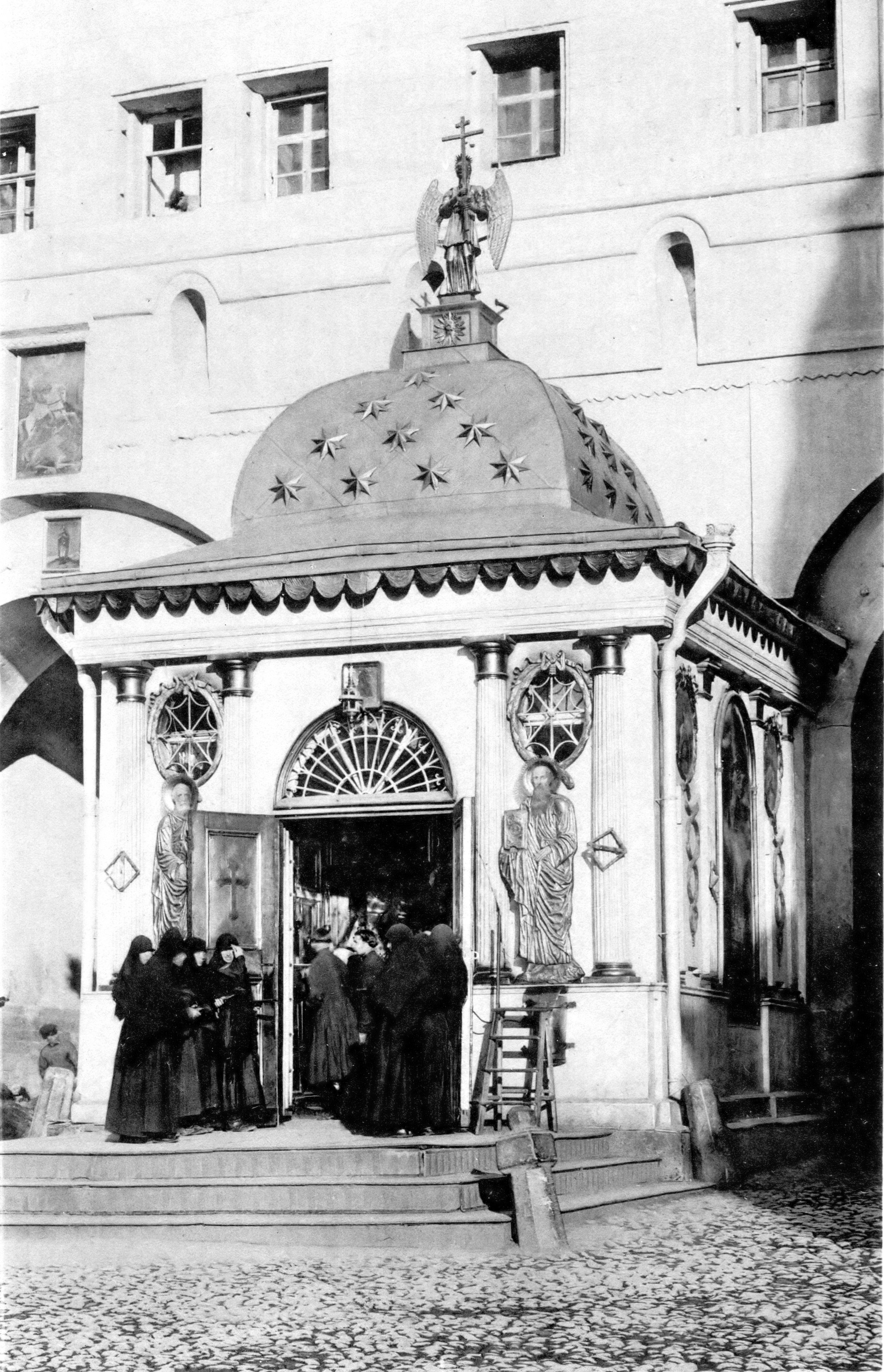
Capela Iverskaia de la Poarta Învierii (fotografie realizată de Karl Fischer în anii 1900)

În 1669 o copie a icoanei ivirite adusă de la Athos a fost plasată la porțile triumfale Neglinenski (Poarta Învierii) din cartierul moscovit Kitai-Gorod. Pentru adăpostirea icoanei a fost realizat un mic baldachin de lemn, care a fost înlocuit ulterior cu o capelă. În anul 1791 capela a fost reconstruită după planurile arhitectului Matvei Kazakov. După devastarea ei în 1812, ea a fost restaurată ca monument al victoriei asupra lui Napoleon.
În 1929 capela a fost dărâmată, iar în 1931 Poarta Învierii a fost demolată. În anii 1994-1995 capela și poarta au fost restaurate (autorul proiectului este arhitectul O. I. Jurin).
După restaurarea capelei Iverskaia în 1995, o nouă copie a icoanei miraculoase a Maicii Domnului „Portărița” a fost trimisă de la Mănăstirea Iviru de pe Muntele Athos. În fiecare zi, la fiecare două ore, de la opt dimineața până la opt seara, se fac rugăciuni în capelă cu citirea acatistului Maicii Domnului. Toți clericii din Moscova slujesc unul câte unul. Această nouă icoană a devenit deja renumită pentru multe minuni.

## Icoana ivirită de la Montreal
Icoana ivirită de la Montreal este o copie a icoanei ivirite a Maicii Domnului, copiată în 1981 de ieromonahul athonit grec Hrisostom. Potrivit numeroaselor mărturii, icoana a izvorât mir continuu timp de 15 ani (1982-1997). Custodele icoanei, monahul chilian José Muñoz Cortés (1948-1997) a fost asasinat în 1997, iar icoana a dispărut fără urmă.